# Lago Plauer
El lago Plauer (en alemán: Plauersee) es un lago situado al oeste de la ciudad de Berlín, en el distrito rural independiente de Brandeburgo, en el estado de Brandeburgo (Alemania); tiene un área de 640 hectáreas y una profundidad máxima de 6.7 metros.

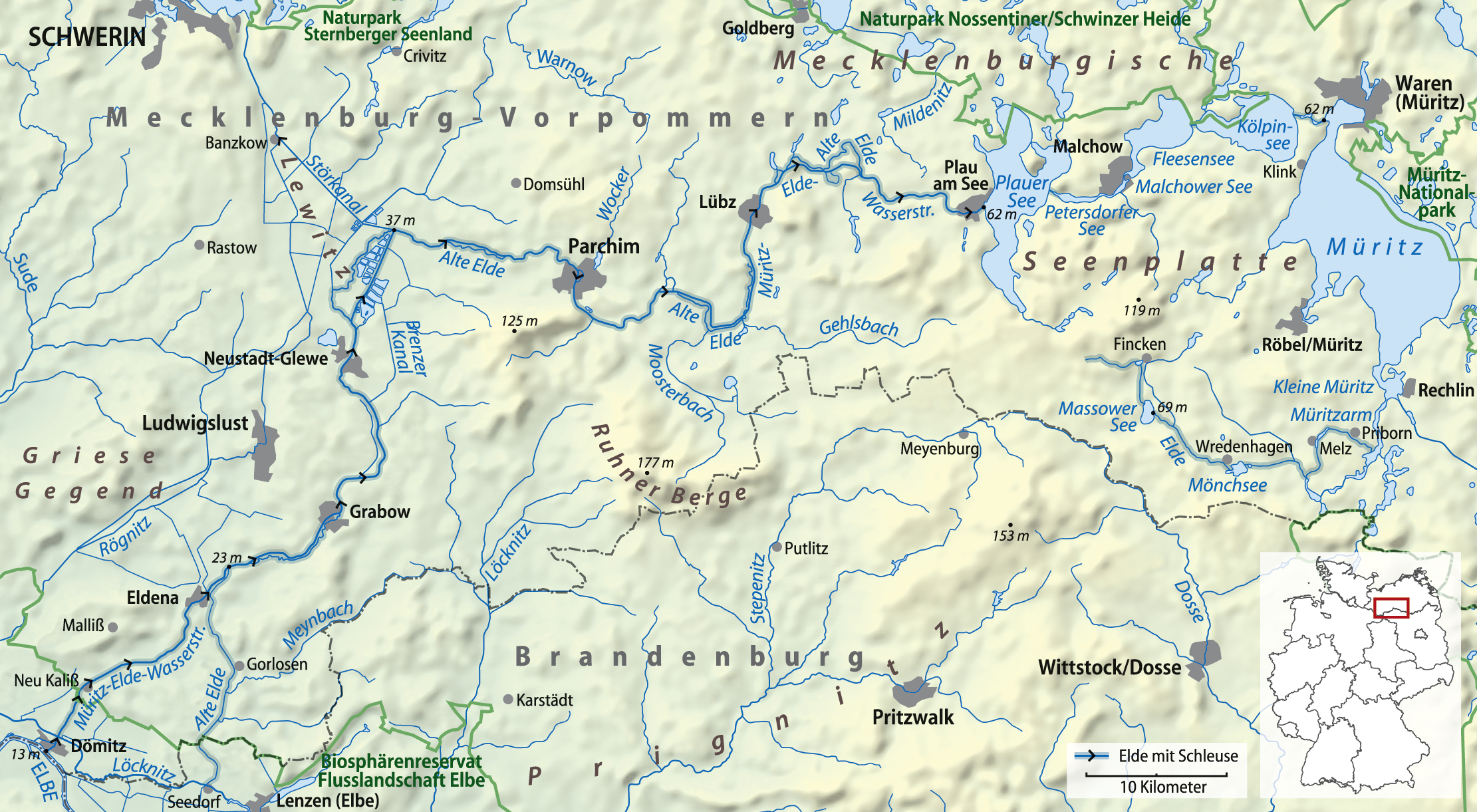
Lago Plauer en un mapa del río Elde

Este lago es atravesado por los ríos Havel y Elde. 